# 佗缽可汗
佗缽可汗，或寫作他鉢可汗、達拔可汗（拉丁轉寫：Tatpar qaγan；？—581年），突厥汗國第四任可汗，土門可汗之幼子，木杆可汗之弟。572年四月，其兄木杆可汗去世，佗缽可汗即位。
继位之初，为稳定内部局势，避免纷争，以侄儿摄图（乙息记可汗之子）为尔伏可汗统东面，侄儿步离可汗统西面。当时中原北周与北齐争战不息，他满意于北周、北齐为讨好突厥呈献厚礼的形势，北周每年给缯絮锦十万段，并厚待突厥在长安之人；北齐也倾府藏给突厥。佗缽采纳北齐沙门惠琳之言，信仰佛教，创建寺庙，求佛经，甚至躬自斋戒。突厥人信佛，实为其首倡。在位期间突厥渐衰。他初对双方等距相待，不偏偏袒何一方，从中获利其厚，自夸“但使我在南两个儿孝顺，何忧无物邪”。不久改为厚周薄齐的政策，在577年，助周灭齐。北齐灭亡后，文宣帝皇子范阳王高绍义来投，佗缽可汗认为文宣帝是英雄天子，很厚待他，高绍义遂称帝。于是不时进掠北周。578年，犯幽州，围酒泉，掠获甚多。北周为求得边境安定，在580年二月，派宇文庆则、长孙晟赴突厥，送赵王宇文招之女千金公主和亲。佗缽可汗因与北周交好和亲，又约高绍义出猎将其交给北周，高绍义在写给王妃封氏的信中骂其无信。
在位十年，581年佗缽可汗去世，临死前嘱咐其子庵逻，一定要立木杆可汗的儿子大逻便为可汗。另一子咄六设，是阿史那思摩的父亲。